# Nora Chipaumire
Nora Chipaumire (* 26. Juni 1965 in Umtali, Rhodesien) ist eine US-amerikanische Tänzerin, Choreografin und Dozentin.

## Leben
Chipaumire studierte von 1986 bis 1989 zunächst Jura an der Universität von Simbabwe in Harare und schloss mit einem Bachelor of Laws ab. Von 1998 bis 2002 absolvierte sie Studiengänge in Tanz sowie in Choreografie und Performance am Mills College in Oakland, Kalifornien, und erwarb dort den Master of Arts und den Master of Fine Arts. Ihre Muttersprache ist Shona. Seit 2000 hat sie die US-amerikanische Staatsbürgerschaft und tritt seitdem international als Künstlerin auf. Sie lebt in New York.

## Wirken
In ihrer Kunst setzt sich Chipaumire kritisch mit Kolonisation, Rassismus und Gender-Rollen auseinander. Mit nhaka (Erbe) entwickelt sie einen künstlerischen Ansatz für eine Bewegungssprache, die in animistischen Traditionen wurzelt und gewissermaßen den Körper selbst zum Sprechen bringen soll. In der Geschichte und Religion der Shona verankert ist ihre in zwölf Teilen geplanten Oper NEHANDA, die den Kampf der Ndebele und der Shona gegen Cecil Rhodes und die britischen Besatzer thematisiert. Das Libretto basiert auf Akten zu dem Gerichtsverfahren „The Queen vs. Nehanda“ aus dem Jahr 1898. Nehanda ist ein Schutzgeist aus dem Mhondoro-Glauben, der in Charwe Nyakasikana als Medium wirkmächtig wird. Die Figur ist historisch verbürgt: Charwe war eine geistliche Führerin im Mazowe-Tal, die im Jahr 1896 eine Rebellion gegen die Regierung der Britischen Südafrikakompanie organisierte und der die Ermordung von Henry Hawkin Pollard, einem gewaltsamen Statthalter, zur Last gelegt wurde. Charwe wurde hingerichtet. Teile dieser emanzipatorischen Oper wurden im Oktober 2021 beim Theaterfestival Spielart in München aufgeführt.
Chipaumires Leben ist zudem Thema der mehrfach ausgezeichneten Film-Dokumentation der Regisseure Alla Kovgan und David Hilton aus dem Jahr 2008 mit dem Titel Nora. Der Kurzfilm Afro Promo #1 King Lady (2016) ist ihr Regiedebüt und thematisiert Fragen von Selbstfindung und Selbstbestimmung aus weiblicher afrikanischer Perspektive.

## Auszeichnungen (Auswahl)
- 2019: Bessie Award für #Punk 100% POP* N!GGA (herausragende Produktion)[10]
- 2016: Foundation for Contemporary Arts Grant[11]
- 2015: Doris Duke Artist Award[12]
- 2014: Bessie Award für Dark Swan performed by Urban Bush Women (herausragende Wiederaufnahme)
- 2012: Herb Alpert Award in the Arts (Tanz)[13]
- 2011: United States Artist Ford Fellowship[14]
- 2008: Bessie Award für Chimurenga (Choreografie)
- 2007: Bessie Award für Urban Bush Women’s season at The Joyce Theater (Performance)